# Taeniopterygidae
Famille
Les Taeniopterygidae sont une famille d'insectes plécoptères du sous-ordre des Arctoperlaria. On connait 13 genres actuels et près de 100 espèces.
En Europe, il y a essentiellement trois genres : Brachyptera, Rhabdiopteryx et Taeniopteryx.

## Classification
Sous-famille Brachypterainae Zwick, 1973
- Bolotoperla Ricker & Ross, 1975
- Brachyptera Newport, 1848
- Doddsia Needham & Claassen, 1925
- Kohnoperla Ricker & Ross, 1975
- Kyphopteryx Kimmins, 1947
- Mesyatsia Ricker & Ross, 1975
- Obipteryx Okamoto, 1922
- Oemopteryx Klapálek, 1902
- Okamotoperla Ricker & Ross, 1975
- Rhabdiopteryx Klapálek, 1902
- Strophopteryx Frison, 1929
- Taenionema Banks, 1905

Sous-famille Taeniopteryginae Klapálek, 1905
- Taeniopteryx Pictet, 1841

Sous-famille indéterminée
- †Gurvanopteryx Sinitshenkova, 1986 (fossiles)
- †Jurataenionema Liu & Ren, 2007 (fossiles)
- †Mesonemura Brauer, Redtenbacher & Ganglbauer, 1889 (fossiles)
- †Palaeotaeniopteryx Sharov, 1961 (fossiles)
- †Positopteryx Sinitshenkova, 1987 (fossiles)
- †Protaenionema Liu & Shih, 2007 (fossiles)
- †Sinonemoura Ping, 1928 (fossiles)
- †Sinotaeniopteryx Hong, 1983 (fossiles)